# Anglosaska Engleska
Anglosaska Engleska je pojam kojim se označuje povijesno razdoblje na otoku Britaniji. Slijedi poslije kraja rimske vlasti i poslijerimskog razdoblja. Trajalo je od približno 500. godine procesom anglosaskog naseljavanja s kontinentske Europe na južnu polovicu otoka Britanije do 1066. godine, kad s normanskim osvajanjem dolazi razdoblje normanske Engleske. Razdoblje anglosaske Engleske karakteriziraju razna anglosaska kraljevstva sve do 927. kad su ujedinjena u Kraljevinu Englesku od kraljem Ethelstanom (vladao 927. – 939.). Postalo je dijelom talasokratskog Sjevernomorskog Carstva Knuta Velikog, personalnom unijom Engleske, Danske i Norveške u 11. stoljeću.
Pod pojmom "anglosaskog" obuhvaća se ne samo Angle i Sase, nego i Jute i Frizijce.
U anglosaskoj Engleskoj nastala je anglosaska umjetnost.
Romanizirana Engleska postupno se germanizira. Tragovi uspostave anglosaskih kraljevstava u 5. i 6. stoljeću, konvencijski identificiranih sa sedam glavnih kraljevstava: Northumbrijoim, Mercijoim, Istočnom Anglijom, Essex, Kent, Sussex i Wessex, znanih kao obilježila Heptarhija, zatim Gregorijanska (Augustinijanska) misija i Hiberno-škotska misija te rezultirajuće pokrštavanje Anglosaske Engleske u 7. stoljeću, Anglosaska misija, prijetnja vikinškog širenja, danskog naseljavanja (Danelaw), postupno Ujedinjavanje Engleske pod Prevlast Wessexa tijekom 9. i 10. stoljeća koje je završilo normanskim osvajanjem Engleske pod Vilimom Osvajačem 1066. godine. 
Anglosaski identitet preživio je normansko osvajanje. Postao je poznat pod pojmom "englestva" (eng. Englishry) pod normanskom vlašću i konačno se razvio u suvremeni engleski narod.